# Laussonne
Laussonne – miejscowość i gmina we Francji, w regionie Owernia-Rodan-Alpy, w departamencie Górna Loara.
Według danych na rok 1990 gminę zamieszkiwały 1063 osoby, a gęstość zaludnienia wynosiła 42 osoby/km² (wśród 1310 gmin Owernii Laussonne plasuje się na 208. miejscu pod względem liczby ludności, natomiast pod względem powierzchni na miejscu 306.).